# FU-Fighters

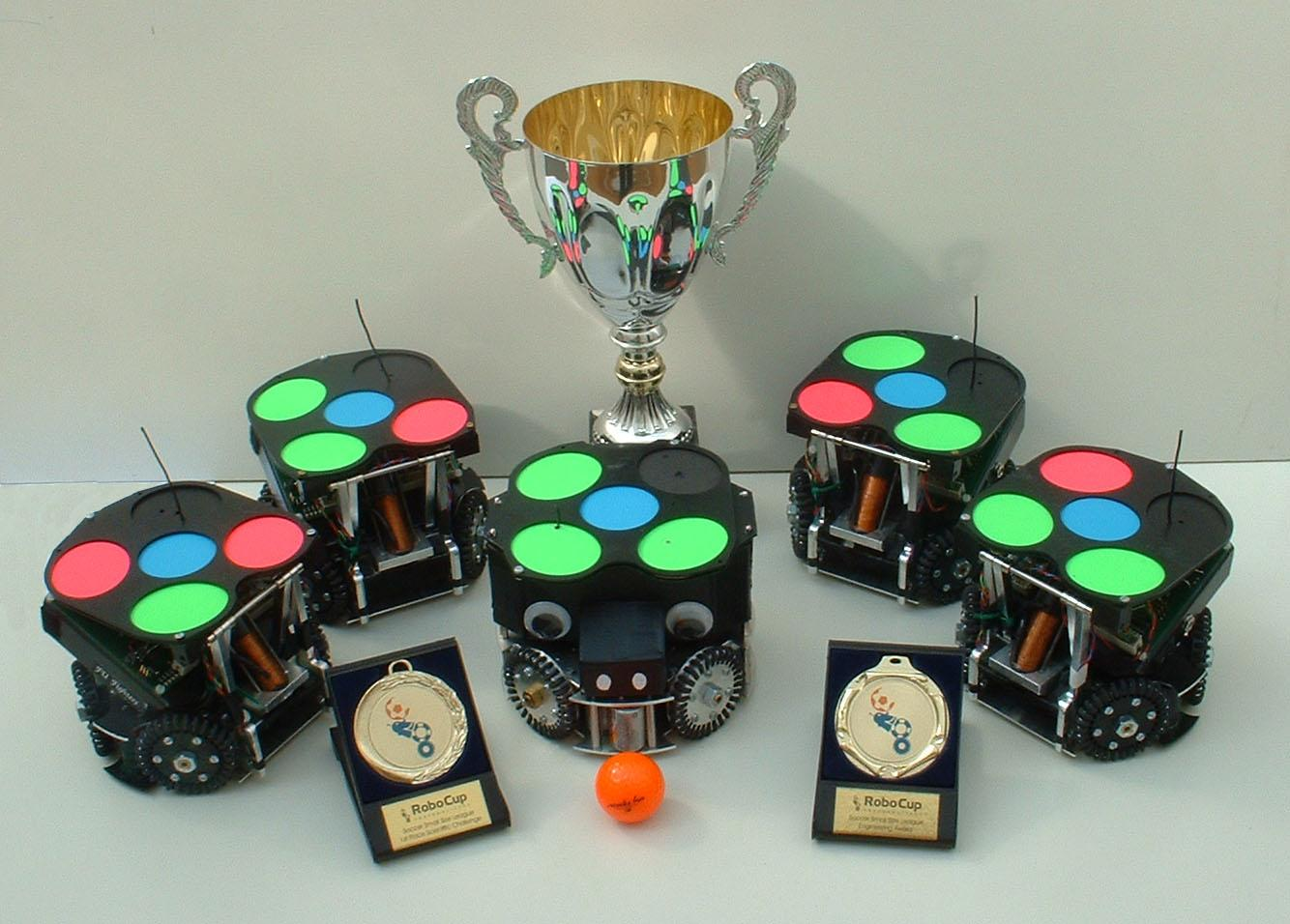
FU-Fighters: World Champion 2004, 2005

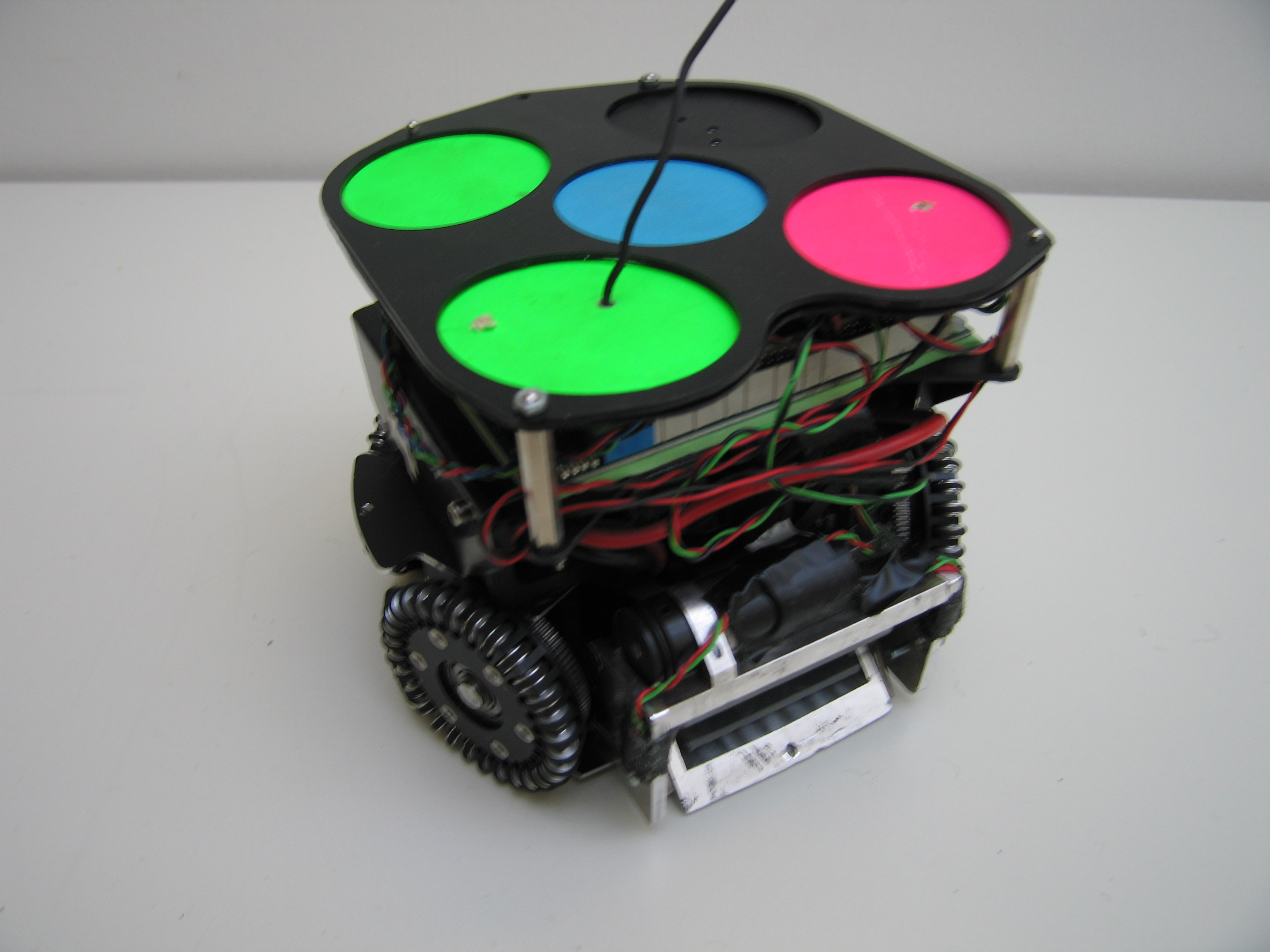
FU-Fighters: Small-Size Roboter 2005

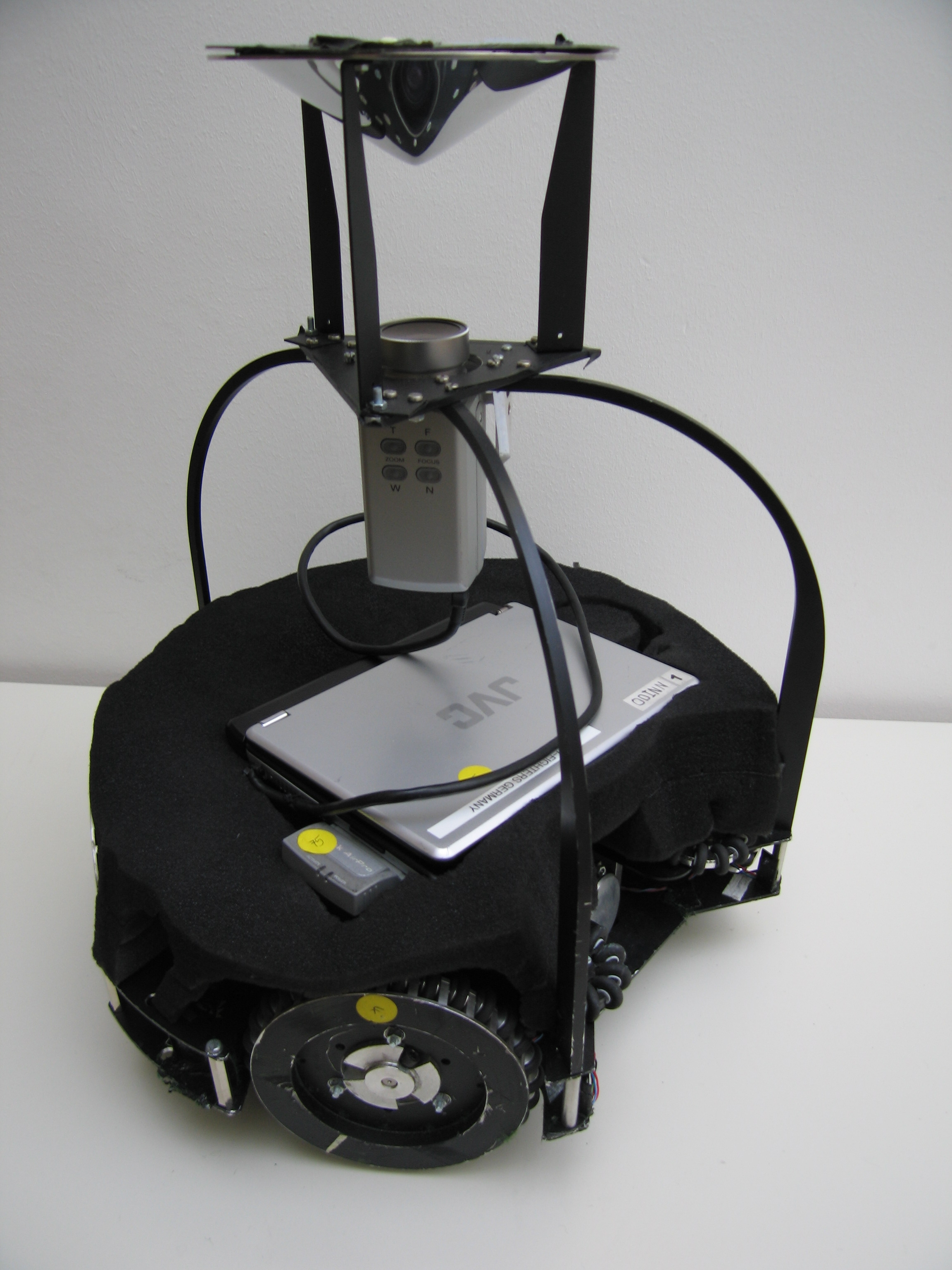
FU-Fighters: Middle-Size Roboter 2005

Die FU-Fighters sind das Robocup-Team der Freien Universität Berlin. Die Mannschaft spielt seit 1999 aktiv im Roboterfußball in den Ligen Small-Size League und Middle-Size League mit. Die mobilen Roboter wurden von Wissenschaftlern und Studenten des Instituts für Informatik der Universität entwickelt, die Maschinen spielen Fußball auf der Basis künstlicher Intelligenz.
Die autonomen Roboter der „middle-size league“ tragen ihre eigene Videokamera. Die Daten werden von einem Laptop verarbeitet. Der Computer berechnet die Position des Roboters im Feld und die beste Strategie (in Kombination mit den anderen Roboter) und steuert die Motoren und sonstige Aktuatoren des Systems. Dies alles erfolgt in Echtzeit. Ein solches Team aus autonomen Roboter kann eher als ein Multiroboter bezeichnet werden.
Seit 2006 ist das Team der FU-Fighters dazu übergegangen, autonome Fahrzeuge zu entwickeln. „Spirit of Berlin“, das
Robotik-Auto der FU Berlin, ist das erste in Berlin gebaute fahrerlose Auto.

## Titel
Die FU-Fighters errangen bei den Weltmeisterschaften, den Europameisterschaften und den RoboCup German Open zahlreiche Siege und Preise:

### Robocup Weltmeisterschaft
- Weltmeister: 2005 (Smallsize), 2004 (Smallsize)
- Vizeweltmeister: 2005 (Midsize), 2002 (Smallsize), 2000 (Smallsize), 1999 (Smallsize)
- Dritter Platz: 2003 (Smallsize)
- Vierter Platz: 2001 (Smallsize), 2005 (Midsize), 2006 (Smallsize)

### Robocup Europameisterschaft
- European Champion 2000

### German Open
- Gewinner der German Open: 2005, 2004, 2003, 2002

### Awards
- SSL Engineering Award 2004